# Ruairí Robinson
Ruairí Robinson (* 15. Februar 1978 in Dublin) ist ein irischer Animator und Filmregisseur.

## Leben
Robinson studierte von 1996 bis 2000 Grafikdesign am National College of Art and Design in Dublin. Als Abschlussarbeit im Bereich Visuelle Kommunikation entstand der Kurzfilm The House on Dane Street. Robinson begann anschließend, an seinem ersten 3D-Animationsfilm Fifty Percent Grey zu arbeiten, der nach sechs Monaten fertiggestellt war und 2001 erschien. Robinson fungierte dabei als Regisseur, Drehbuchautor und Animator. Der Film erhielt 2002 eine Oscar-Nominierung als Bester animierter Kurzfilm. Als Teil der US-amerikanischen Reihe The Animation Show erschien der Film zudem auf DVD.
Robinson blieb zunächst bei der 3D-Animation und war in den folgenden Jahren im Film- und Werbebereich aktiv, so war er unter anderem am Film Breakfast on Pluto als 3D-Animator beteiligt und schuf einen teilanimierten Werbespot für Kellogg’s Special K. Mit The Silent City entstand bis 2006 Robinsons erster Kurzspielfilm, in dem unter anderem Cillian Murphy mitspielte. Nach seinem zweiten Kurzspielfilm BlinkyTM aus dem Jahr 2011 realisierte Robinson 2013 schließlich seinen ersten Langspielfilm: Der Science-Fiction-Thriller The Last Days on Mars wurde 2013 unter anderem im Rahmen der Quinzaine des Réalisateurs auf den Internationalen Filmfestspielen von Cannes gezeigt.

## Filmografie
Als Regisseur:
- 1999: The House on Dame Street
- 2001: Fifty Percent Grey
- 2006: The Silent City
- 2011: BlinkyTM
- 2013: The Last Days on Mars

## Auszeichnungen
- 2002: Oscar-Nominierung, Bester animierter Kurzfilm, für Fifty Percent Grey
- 2002: Preis der Jugendjury, Filmfest Dresden, für Fifty Percent Grey